# Laphria gravipes
Laphria gravipes är en tvåvingeart som beskrevs av Wulp 1872. Laphria gravipes ingår i släktet Laphria och familjen rovflugor. Inga underarter finns listade i Catalogue of Life.